# 746 v.Chr.
Het jaar 746 v.Chr. is een jaartal volgens de christelijke jaartelling.

## Gebeurtenissen

### Israël
- Koning Zecharja wordt na zes maanden regeren door een samenzwering vermoord.

### Assyrië
- In het Assyrische Rijk breken opstanden uit.

## Overleden
- Jerobeam II, koning van Israël
- Zecharja, koning van Israël